# Орден Погони
Орден Погони — высшая награда Рады БНР(в изгнании).

## История
Орден Погони был утвержден 1 сентября 1949 года указом Президента Рады Белорусской Народной Республики (БНР) Николая Абрамчика. 7 июня 1950 года вышел указ, согласно которому были награждены:
- Майор «Ночь» (Михаил Витушко) — Орден Погони 1-й степени.
- Все сотрудники Главного штаба партизан награждены орденом Погони 2-й степени.
- Младший лейтенант «Саха» — Орден Погони 2-й степени.
- Майор «Молния» — Орден Погони 2-й степени.
- Майор «Дуб» — Орден Погони 2-й степени.
- Командиры спецподразделений Вооружённых Сил и «Чёрной кошки» — Орден Погони 2-й степени.

Положение о награде было утверждено Николаем Абрамчиком и вступило в силу 5 августа 1951 года.
Однако пока неизвестно, была ли произведена эта награда или она так и осталась только проектом. В номере белорусской газеты «Бацькаўшчына» от 24 февраля 1952 года, издававшейся в Мюнхене, была представлена только фотография ордена, а также статут. В этом издании были и другие награды БНР. Была создана «Капитула ордена Погони» во главе с Президентом Рады БНР, наградившем орден отдельным указом.
24 ноября 2022 года Рада объявила об обновлении Статута Ордена Погони и учреждении медали Ордена Погони.

## Основания для награждения
Орден «Погони» создан «в целях награждения выдающихся гражданских или военных заслуг в военное или мирное время, совершенных во славу и пользу белорусского народа». Эта награда являлась «высшей наградой белорусского народа» и вручалась «лицам, внёсшим большой вклад в достижение независимости, воссоединение всех белорусских земель или в укрепление независимости и процветания белорусского государства». Были учреждены «Большой крест Ордена погони», «Золотой крест Ордена погони» и «Серебряный крест ордена Погони». Орден Погони был разделён, предполагалось создать пять степеней, но в указе Николая Абрамчика упоминались только три. Кандидаты на получение ордена должны были быть определены Капитулом и отмечены самим Президентом своим указом.

## Описание
Изготавливается из золота или серебра, подвешивается на ленте национальных цветов. Крест ордена Погони восьмиконечный, покрыт эмалью, края золотые или серебряные. В середине креста золотая или серебряная Погоня. Оборотная сторона гладкая, с тиснением серийного номера ордена. Звезда Ордена преследования — серебряная, состоящая из 8 пучков лучей. Крест ордена помещается в середине звезды. Согласно Т. Масерица, на широких лучах креста стояли буквы БНР, а на центральном верхнем луче указывалась степень.

## Степени
- Орден Погони 1-й степени
- Орден Погони 2-й степени
- Орден Погони 3-й степени

### Величины
- Большой крест ордена Погони
- Золотой крест ордена Погони
- Серебряный крест ордена Погони